# Arthur Espie Porritt
Baron Arthur Espie Porritt, GCMG, GCVO, CBE, novozelandski general, vojaški kirurg, politik in atlet, * 10. avgust 1900, Wanganui, Nova Zelandija, † 1. januar 1994, London, Združeno kraljestvo.
Od leta 1952 do 1967 je bil zdravnik britanske kraljice Elizabete II..
Med letoma 1967 in 1972 je bil generalni guverner Nove Zelandije.